# Bals des victimes
O Bals des Victimes, ou baile das vítimas, eram bailes que teriam sido organizados por sociedades de dança depois do reino de terror. Para serem admitidos nessas sociedades e bailes, a pessoa tinha que ser parente de alguém que foi guilhotinado durante o Terror. Esses bailes ganharam destaque depois da morte de Robespierre, supostamente criado no começo de 1795 e primeiramente mencionado na escrita popular em 1797. Embora evidência anedótica atestam a ocorrência dos bailes e gerações de históricos franceses e não-franceses descrevem eles e o aceitam como fatos, alguns estudos recentes, citando a falta de evidência primárias, argumentam que pode ter sido fabricadas baseadas em rumores. O historiador David Bell conclui: “O bals des victimes... nunca aconteceu – eles eram a invenção dos autores românticos do começo do século XIX."

## Background
O bals des victimes supostamente começou como parte de uma onda de folia e bailes que estourou quando o Terror chegou ao fim. De acordo com uma fonte, eles surgiram como uma ideia de jovens cujos pais e outros parentes próximos foram para a guilhotina, e para os quais a revolução agora havia restaurado as propriedades confiscadas de seus parentes. Deleitando-se com o retorno da fortuna, eles estabeleceram bailes aristocráticos e decadentes, abertos apenas para eles. 
As descrições dos detalhes dos bailes variam, mas o traço comum é que eles eram um dispositivo catártico no qual os participantes atuavam o impacto emocional das execuções de seus parentes e as convulsões sociais ocorridas como resultado da revolução. Muitos dos que descreveram os bailes, muitas vezes gerações depois, consideraram-nos uma ideia escandalosa. Real ou imaginária, a própria ideia dos bailes refletia o fascínio mórbido das gerações pós-Terror pelo horror da guilhotina e pelos excessos da Revolução Francesa com suas execuções em massa.
Aqueles que compareciam aos bailes orgiásticos usavam roupas de luto ou fantasias elaboradas com braçadeiras de crepe significando luto. Alguns relatos mostram homens e mulheres usando roupas simples, mas escassas, após o empobrecimento da Revolução,  pelo menos até o retorno de suas fortunas, quando o vestido de baile se tornou altamente elaborado.  Outros descrevem mulheres, à moda de Merveilleuses,  vestindo-se escandalosamente em trajes greco-romanos, com os pés descalços, em sandálias, ou adornadas apenas com fitas,  uma possível referência ao fato de que as mulheres muitas vezes andavam descalças para a guilhotina.  O estilo de vestir em um baile como esse era conhecido por alguns como " traje à la victime ".  As mulheres, e segundo alguns relatos, os homens também, usavam uma fita ou barbante vermelho em volta do pescoço na ponta do impacto de uma lâmina de guilhotina. Tanto os homens quanto as mulheres que compareceram aos bailes usaram ou cortaram o cabelo de uma maneira que deixava o pescoço à mostra, refletindo o corte de cabelo dado à vítima pelo carrasco. As mulheres costumam usar um penteado conhecido como cadenete para fazer isso.  Segundo alguns, essa foi a origem do penteado feminino conhecido como " coiffure à la victime " ou mais popularmente " coiffure à la Titus ",  ou (na Inglaterra) " a la guillotine ".  Algumas fontes afirmam que uma mulher que usa esse tipo de cabelo às vezes usa um xale vermelho ou fita na garganta, mesmo quando não vai a um bal des victimes .
Em outro toque macabro, em vez de uma reverência graciosa ou sacudir a cabeça para seu parceiro de dança, um homem que comparecia a um bal des victimes virava a cabeça bruscamente para baixo, imitando o momento da decapitação .  Algumas fontes sugerem que as mulheres também adotaram essa saudação. 
- ci-devant
- A Revolução Francesa: Uma História
- Hôtel Thellusson, onde os bals des victimes foram organizados
- Incroyables et Merveilleuses
- Jules Michelet
- Reação Termidoriana